# Isturits
Isturits is een gemeente in het Franse departement Pyrénées-Atlantiques (regio Nouvelle-Aquitaine) en telt 377 inwoners (2004). De plaats maakt deel uit van het arrondissement Bayonne.

## Geografie
De oppervlakte van Isturits bedraagt 13,8 km², de bevolkingsdichtheid is 27,3 inwoners per km².
De onderstaande kaart toont de ligging van Isturits met de belangrijkste infrastructuur en aangrenzende gemeenten.

## Demografie
Onderstaande figuur toont het verloop van het inwonertal (bron: INSEE-tellingen).

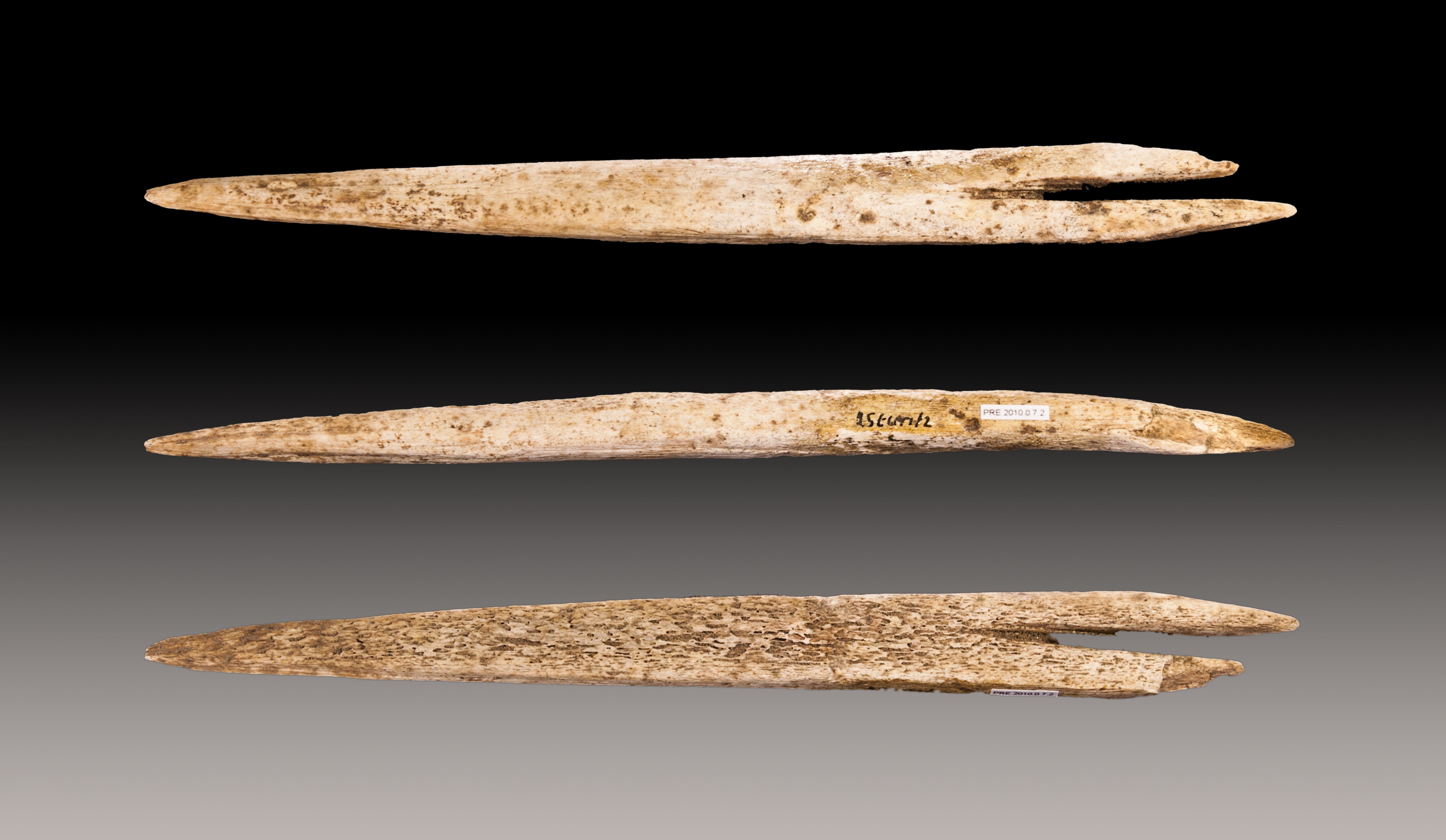
Isturits